# Sphire-Croid
Sphire-Croid (Sphire-Croid?) è il primo album della rock band visual kei giapponese RENTRER EN SOI, che al tempo usava la grafia Rentrer en Soi. È stato pubblicato il 26 gennaio 2005 dall'etichetta indie Free-Will.
L'album è uno dei prodotti più sperimentali ed apprezzati della band e vi convivono elementi hard rock uniti ad altri ambient ed elettronici. È stato pubblicato in una sola edizione con custodia jewel case.

## Tracce
Dopo il titolo è indicata fra parentesi "()" la grafia originale del titolo.
1. a prelude (a prelude?) - 5:11 (Satsuki - Takumi)
2. Crystal letter (Crystal letter?) - 3:45 (Satsuki - Takumi)
3. Taikyō naru yōsui yūgi (胎教なる羊水遊戯?) - 4:03 (Satsuki - Shun)
4. wither (wither?) - 4:34 (Satsuki - Rentrer en Soi)
5. Eyes of forest (Eyes of forest?) - 4:18 (Satsuki - Ryō)
6. Last word「 」 (Last word「 」?) - 3:06 (Satsuki - Takumi)
7. Usubeni iro (薄紅色?) - 3:45 (Satsuki - Takumi)
8. Iconoclasm (Iconoclasm?) - 2:41 (Satsuki - Mika)
9. secret scars (secret scars?) - 4:37 (Satsuki - Shun)
10. Full Moon (Full Moon?) - 4:05 (Satsuki - Ryō)

## Singoli
- 27/10/2004 - wither

## Formazione
- Satsuki - voce
- Takumi - chitarra
- Shun - chitarra
- Ryō - basso
- Mika - batteria